# La gorilla
La gorilla è un film comico del 1982 diretto da Romolo Guerrieri e interpretato da Lory Del Santo.

## Trama
L'agenzia Securitas è specializzata nel fornire guardie del corpo a facoltosi clienti. Tra i forzuti maschi reclutati dall'agenzia c'è anche una donna, Ruby, alta, slanciata ed esperta di karate. Il padre, titolare dell'agenzia, vorrebbe vederla sposata a qualche virile pretendente, ma per vari motivi fallisce nelle sue aspettative.
Intanto Ruby, reclutata da un gioielliere con la moglie, sbaraglia due rapinatori che li avevano bloccati in una strada deserta. Nel frattempo, in agenzia si presenta una robusta prostituta a richiedere una guardia del corpo e Ruby l'aiuta a sbarazzarsi con decisione di un esoso protettore. Così Ruby viene notata da Adelmo, un timido disegnatore, che se ne innamora.